# Tampere Open 2001
Il Tampere Open 2001 è stato un torneo di tennis facente parte della categoria ATP Challenger Series nell'ambito dell'ATP Challenger Series 2001. Il torneo si è giocato a Tampere in Finlandia dal 23 al 29 luglio 2001 su campi in terra.

## Vincitori

### Singolare
Jarkko Nieminen ha battuto in finale  Mattias Hellstrom 6–1, 6–0

### Doppio
Stephen Huss /  Lee Pearson hanno battuto in finale  Tuomas Ketola /  Jarkko Nieminen con il punteggio di 7–5, 6(5)–7, 6–4